# Gelochelidon
Gelochelidon – rodzaj ptaków z podrodziny rybitw (Sterninae) w obrębie rodziny mewowatych (Laridae).

## Rozmieszczenie geograficzne
Rodzaj obejmuje gatunki występujące w Ameryce, Eurazji, Afryce i Australii.

## Morfologia
Długość ciała 33–43 cm, rozpiętość skrzydeł 85–103 cm; masa ciała 130–320 g.

## Systematyka
Rodzaj zdefiniował w 1830 roku niemiecki ornitolog Christian Ludwig Brehm w artykule poświęconym podwójnemu pierzeniu ptaków z rodziny mewowatych i gołębiowatych, opublikowanym w czasopiśmie „Isis von Oken”. Gatunkiem typowym jest (oznaczenie monotypowe) rybitwa krótkodzioba (G. nilotica).

### Etymologia
- Gelochelidon (Chelochelidon, Gelichelidon, Geochelidon): gr. γελαω gelaō ‘śmiać się’; χελιδων khelidōn, χελιδονος khelidonos ‘jaskółka’ (tj. brzegówka lub rybitwa)[8].
- Laropis: rodzaj Larus Linnaeus, 1758 (mewa); gr. -ωπις -ōpis ‘-twarzy’, od ωψ ōps, ωπος ōpos ‘twarz’[9]. Gatunek typowy (oznaczenie monotypowe): Sterna anglica Montagu, 1813 (= Sterna nilotica J.F. Gmelin, 1789).
- Laropsis: rodzaj Larus Linnaeus, 1758 (mewa); gr. οψις opsis ‘wygląd’[10].

### Podział systematyczny
Do rodzaju należą następujące gatunki:
- Gelochelidon nilotica (J.F. Gmelin, 1789) – rybitwa krótkodzioba
- Gelochelidon macrotarsa (Gould, 1837) – rybitwa czarnodzioba